# Nadia Hilu
Nadia Hilu (ur. 5 lipca 1953, zm. 26 lutego 2015) – izraelska polityk, deputowana do Knesetu z listy Partii Pracy.
Urodziła się w Jaffie. Ukończyła studia społeczne na uniwersytecie w Tel Awiwie. Była dyrektorem departamentu ds. statusu kobiet w izraelskiej Unii Urzędów Lokalnych w latach 1997–2006. Od 2002 do 2006 roku zajmowała stanowisko zastępcy przewodniczącego Organizacji Kobiet Naamat. Do Knesetu weszła w 2006 roku. W wyborach w 2009 roku nie dostała się jednak do izby.